# English Table Tennis Association
Die English Table Tennis Association (seit 2014 Table Tennis England) ist die Spitzenorganisation des englischen Tischtennissports.

## Geschichte
Vorläufer des ETTA waren die beiden Verbände The Table Tennis Association, welche am 12. Dezember 1901 gegründet wurde, sowie The Ping Pong Association, die am 16. Dezember 1901 entstand. Diese schlossen sich am 1. Mai 1903 unter dem Namen The Table Tennis Association zusammen. Da in diesen Jahren in England das Interesse am Tischtennissport zurückging, löste sich der Verband 1904 wieder auf.
1922 wurde der Verband neu gegründet und am 24. April 1927 umbenannt in The English Table Tennis Association (ETTA), den Vorsitz übernahm Ivor Montagu (1927–1931 und 1958–1966). 1927 wurde der ETTA Mitglied im Weltverband ITTF.
Der erste Länderkampf fand am 9. März 1923 in London statt. In der Besetzung G.J. Ross (Reservespieler), T. Hollingworth, G.W. Decker, Percival Bromfield, E. Tapper, R.H. Berry (Reservespieler), G. Belston, A.F. Carris, J. W. Swann und E. Woods besiegte die Herrenmannschaft Wales mit 52:12.
Im Mai 2014 nannte sich der Verband um in Table Tennis England.

## Einige Präsidenten
- 1931–1953: Harold Oldroyd (* ca. 1876; † 8. April 1953)
- 1967–1970: Thomas Austin Harrison (* ca. 1891; † 8. März 1970)
- 1970–1973: Bill Vint (* 1906; † 7. Januar 1993)
- 1973–1988: Maurice Goldstein (* ca. 1911; † 1. Mai 1988)
- 1988–2011: Johnny Leach
- 2011–2012: Keith Ponting († 20. Juni 2012)
- 2013–2016: Doreen Stannard[4]
- 2016– : Jill Hammersley (Jill Parker MBE)[5]

### Board-Chairperson
- 2014–2023: Sandra Deaton[6]
- 1.11.2023– : Nick Donald